# .sk
.sk為斯洛伐克國家及地區頂級域（ccTLD）的域名。申請人可以在二級域名註冊，也可以在二級域名下的三級域名註冊。 截至2018年8月24日，有380,408個.sk域名被註冊。

## 外部連結
- IANA .sk whois information（页面存档备份，存于）
- .sk domain registration website（页面存档备份，存于）